# Парадайс (Орегон)
Парадайс (англ. Paradise) — невключённая территория, расположенная в округе Уаллауа штата Орегон (США) примерно в 5 км к востоку от автодороги штата Орегон № 3 и примерно в 10 км к югу от границы между штатами Орегон и Вашингтон. Парадайс расположен на плато с видом на каньон Джозефа. Самые близкие объединённые города — Энтерпрайз (Орегон) и Асоутин (Вашингтон) в 64 и 72 км, соответственно. Находится на высоте 1254 м.

## История
Почтовое отделение в Парадайсе работало с 1889 по 1942 год. Поселение было названо Парадайс («Рай») фермерами долины Уаллауа Сэмом Уэйдом, Пресом Хэлли и Уильямом Мастерсоном, которые въехали в этот район в октябре 1878 года, когда искали зимние угодья для скота. Когда они вернулись в долину, они рассказали другим поселенцам о прекрасных пастбищах, доступных в «настоящем рае», который они нашли. В ноябре того же года поселенцы привезли на новую ферму тысячу голов крупного рогатого скота, однако зима была такой суровой, что многие животные погибли.
Маршрут автодороги штата Орегон № 3 ранее проходил через Парадайс.